# Det finns så många, många små
Det finns så många, många små är en nykterhetssång, skriven av Carl Boberg och publicerad som psalm nr 325 i Svensk söndagsskolsångbok (1908).

## Text
1.
Det finns så många, många små,
som sakna hem och stöd.
De få omkring i husen gå
och tigga om sitt bröd.
De kanske har en supig far,
en sjuk, förgråten mor,
som inom kort ej mera kvar
bland jordens sorger bor.
2.
O barn, som har ett lyckligt hem,
när du ser dessa små,
så ömka dem och älska dem
och bed för dem också.
Och tacka Gud med känsla varm,
att du ej har som de
en supig far, en moder arm,
som ej har bröd att ge.